# Huamalíes (tỉnh)
Tỉnh Huamalíes (tiếng Tây Ban Nha: Provincia de Huamalíes) là một tỉnh thuộc vùng Huánuco của Peru. Tỉnh Huamalíes có diện tích 3145 kilômét vuông, dân số thời điểm theo điều tra dân số ngày 11 tháng 7 năm 1993 là 56119 người. Tỉnh lỵ đóng ở Llata.